# Liste der Bodendenkmäler in Neufahrn bei Freising
Auf dieser Seite sind die Bodendenkmäler in der oberbayerischen Gemeinde Neufahrn bei Freising zusammengestellt. Diese Tabelle ist eine Teilliste der Liste der Bodendenkmäler in Bayern. Grundlage ist die Bayerische Denkmalliste, die auf Basis des Bayerischen Denkmalschutzgesetzes vom 1. Oktober 1973 erstmals erstellt wurde und seither durch das Bayerische Landesamt für Denkmalpflege geführt wird. Die folgenden Angaben ersetzen nicht die rechtsverbindliche Auskunft der Denkmalschutzbehörde.

## Bodendenkmäler in Neufahrn bei Freising
| Lage       | Objekt | Akten-Nr.     | Bild |
| ---------- | --- | ------------- | ---- |
| (Standort) | Straße der römischen Kaiserzeit (Teilstück der sog. Isartalstraße). | D-1-7635-0046 |      |
| (Standort) | Siedlung vor- und frühgeschichtlicher Zeitstellung, u. a. der späten Hallstattzeit, der frühen Latènezeit, der römischen Kaiserzeit und des frühen Mittelalters.            | D-1-7635-0049 |      |
| (Standort) | Körpergräber des frühen Mittelalters. | D-1-7635-0055 |      |
| (Standort) | Grabhügel vorgeschichtlicher Zeitstellung. | D-1-7635-0058 |      |
| (Standort) | Burgstall des Mittelalters und der frühen Neuzeit („Schloss Massenhausen“).                                                                                                 | D-1-7635-0059 |      |
| (Standort) | Körpergräber des frühen Mittelalters. | D-1-7635-0062 |      |
| (Standort) | Siedlung vorgeschichtlicher Zeitstellung, u. a. der Bronzezeit. | D-1-7635-0065 |      |
| (Standort) | Siedlung vorgeschichtlicher Zeitstellung, u. a. der frühen und späten Bronzezeit.                                                                                           | D-1-7635-0069 |      |
| (Standort) | Siedlung vor- und frühgeschichtlicher Zeitstellung. | D-1-7635-0071 |      |
| (Standort) | Ovales Grabenwerk vorgeschichtlicher Zeitstellung. | D-1-7635-0074 |      |
| (Standort) | Grabenwerk vor- und frühgeschichtlicher Zeitstellung. | D-1-7635-0076 |      |
| (Standort) | Herrenhof der Hallstattzeit. | D-1-7635-0077 |      |
| (Standort) | Siedlung vor- und frühgeschichtlicher Zeitstellung, u. a. der Bronzezeit und des frühen Mittelalters.                                                                       | D-1-7635-0079 |      |
| (Standort) | Siedlung vor- und frühgeschichtlicher Zeitstellung. | D-1-7635-0081 |      |
| (Standort) | Siedlung vor- und frühgeschichtlicher Zeitstellung, u. a. der Latènezeit.                                                                                                   | D-1-7635-0084 |      |
| (Standort) | Siedlung vor- und frühgeschichtlicher Zeitstellung, u. a. Villa Rustica der römischen Kaiserzeit.                                                                           | D-1-7635-0085 |      |
| (Standort) | Siedlung vorgeschichtlicher Zeitstellung, u. a. der Bronzezeit. | D-1-7635-0158 |      |
| (Standort) | Siedlung vorgeschichtlicher Zeitstellung, u. a. der Bronze- und der Urnenfelderzeit.                                                                                        | D-1-7635-0159 |      |
| (Standort) | Siedlung oder Bestattungsplatz vorgeschichtlicher Zeitstellung mit Nachbestattungen der frühen Latènezeit und der römischen Kaiserzeit.                                     | D-1-7635-0160 |      |
| (Standort) | Siedlung vorgeschichtlicher Zeitstellung. | D-1-7635-0161 |      |
| (Standort) | Siedlung vorgeschichtlicher Zeitstellung. | D-1-7635-0162 |      |
| (Standort) | Siedlung vorgeschichtlicher Zeitstellung. | D-1-7635-0163 |      |
| (Standort) | Siedlung vorgeschichtlicher Zeitstellung, u. a. der mittleren und späten Latènezeit.                                                                                        | D-1-7635-0164 |      |
| (Standort) | Siedlung vorgeschichtlicher Zeitstellung, u. a. der Hallstattzeit. | D-1-7635-0184 |      |
| (Standort) | Straße der römischen Kaiserzeit mit frühmittelalterlicher Neubauphase (Teilstück der sogenannten Isartalstraße).                                                            | D-1-7635-0199 |      |
| (Standort) | Siedlung und Verhüttungsplatz der späten Hallstatt- und frühen Latènezeit.                                                                                                  | D-1-7635-0206 |      |
| (Standort) | Untertägige mittelalterliche und frühneuzeitliche Befunde und Funde im Bereich der katholischen Kirche Hl. Kreuz und St. Wilgefortis in Neufahrn und ihrer Vorgängerbauten. | D-1-7635-0208 |      |
| (Standort) | Untertägige mittelalterliche und frühneuzeitliche Befunde im Bereich der katholischen Pfarrkirche Mariä Heimsuchung in Massenhausen und ihres Vorgängerbaus.                | D-1-7635-0210 |      |
| (Standort) | Untertägige mittelalterliche und frühneuzeitliche Befunde im Bereich der katholischen Filialkirche St. Martin in Hetzenhausen und ihres Vorgängerbaus.                      | D-1-7635-0211 |      |
| (Standort) | Siedlung vor- und frühgeschichtlicher Zeitstellung, u. a. der frühen und mittleren Bronzezeit sowie der römischen Kaiserzeit.                                               | D-1-7635-0235 |      |
| (Standort) | Siedlung vorgeschichtlicher Zeitstellung und der römischen Kaiserzeit. | D-1-7635-0241 |      |
| (Standort) | Siedlung der späten Latènezeit. | D-1-7635-0256 |      |
| (Standort) | Untertägige frühneuzeitliche Befunde im Bereich der katholischen Pfarrkirche St. Stephanus in Fürholzen.                                                                    | D-1-7635-0304 |      |
| (Standort) | Untertägige mittelalterliche und frühneuzeitliche Befunde im Bereich der katholischen Filialkirche St. Stephanus in Giggenhausen.                                           | D-1-7635-0306 |      |
| (Standort) | Abgegangene Kirche des Mittelalters und der frühen Neuzeit („St. Stephanus bei Fürholzen“).                                                                                 | D-1-7635-0307 |      |
| (Standort) | Hofstelle des späten Mittelalters und der frühen Neuzeit. | D-1-7635-0340 |      |
| (Standort) | Grabhügel vorgeschichtlicher Zeitstellung. | D-1-7635-0344 |      |
| (Standort) | Siedlung der Bronzezeit sowie Siedlung mit Hofgrablegen des frühen Mittelalters.                                                                                            | D-1-7635-0351 |      |
| (Standort) | Reihengräberfeld des frühen Mittelalters. | D-1-7636-0021 |      |
| (Standort) | Straße der römischen Kaiserzeit (Teilstück der sogenannten Isartalstraße).                                                                                                  | D-1-7636-0022 |      |
| (Standort) | Siedlung vor- und frühgeschichtlicher Zeitstellung. | D-1-7636-0025 |      |
| (Standort) | Siedlung vor- und frühgeschichtlicher Zeitstellung. | D-1-7636-0030 |      |
| (Standort) | Siedlung vor- und frühgeschichtlicher Zeitstellung. | D-1-7636-0033 |      |
| (Standort) | Siedlung vor- und frühgeschichtlicher Zeitstellung. | D-1-7636-0035 |      |
| (Standort) | Siedlung vor- und frühgeschichtlicher Zeitstellung. | D-1-7636-0038 |      |
| (Standort) | Siedlung vor- und frühgeschichtlicher Zeitstellung. | D-1-7636-0044 |      |
| (Standort) | Siedlung vor- und frühgeschichtlicher Zeitstellung. | D-1-7636-0046 |      |
| (Standort) | Siedlung vor- und frühgeschichtlicher Zeitstellung. | D-1-7636-0047 |      |
| (Standort) | Körpergräber vor- und frühgeschichtlicher Zeitstellung. | D-1-7636-0048 |      |
| (Standort) | Körpergräber des frühen Mittelalters. | D-1-7636-0098 |      |
| (Standort) | Siedlung vor- und frühgeschichtlicher Zeitstellung. | D-1-7636-0140 |      |
| (Standort) | Siedlung vor- und frühgeschichtlicher Zeitstellung. | D-1-7636-0141 |      |
| (Standort) | Siedlung vor- und frühgeschichtlicher Zeitstellung. | D-1-7636-0142 |      |
| (Standort) | Siedlung der römischen Kaiserzeit. | D-1-7636-0143 |      |
| (Standort) | Untertägige mittelalterliche und frühneuzeitliche Befunde im Bereich der katholischen Filialkirche St. Margareth in Mintraching.                                            | D-1-7636-0146 |      |
| (Standort) | Siedlung und Bestattungsplatz mit Kreisgraben vorgeschichtlicher Zeitstellung.                                                                                              | D-1-7636-0204 |      |
| (Standort) | Bestattungsplatz mit Grabgarten und Kreisgraben sowie Siedlung vor- und frühgeschichtlicher Zeitstellung.                                                                   | D-1-7636-0205 |      |
| (Standort) | Siedlung vor- und frühgeschichtlicher Zeitstellung. | D-1-7636-0206 |      |
| (Standort) | Siedlung vor- und frühgeschichtlicher Zeitstellung. | D-1-7636-0207 |      |
| (Standort) | Siedlung vor- und frühgeschichtlicher Zeitstellung. | D-1-7636-0217 |      |
| (Standort) | Bestattungsplatz mit Kreisgraben und Siedlung vor- und frühgeschichtlicher Zeitstellung.                                                                                    | D-1-7636-0218 |      |
| (Standort) | Siedlung vor- und frühgeschichtlicher Zeitstellung. | D-1-7735-0096 |      |
| (Standort) | Siedlung vor- und frühgeschichtlicher Zeitstellung. | D-1-7735-0097 |      |
| (Standort) | Siedlung vor- und frühgeschichtlicher Zeitstellung. | D-1-7736-0032 |      |
| (Standort) | Siedlung vor- und frühgeschichtlicher Zeitstellung. | D-1-7736-0033 |      |